# Biblioteca de Garrison
La Biblioteca de Garrison (en inglés: Garrison Library) fue fundada en el territorio británico de ultramar de Gibraltar en 1793 por el capitán (más tarde Coronel) John Drinkwater Bethune.
La biblioteca fue inaugurada oficialmente en 1804 por el Duque de Kent. En 1823, los honorarios de la biblioteca eran pagados por los 150 propietarios de la "Biblioteca Comercial". Cada propietario tenía derecho a pedir prestado un libro, o tres pequeños, o un sistema entero de novelas durante una o dos semanas. A cambio tenían que pagar también 16 dólares por año.
La biblioteca sirve como la sede principal y  archivo del Gibraltar Chronicle, el que se considera el segundo periódico más antiguo en idioma inglés. La Biblioteca fue creada por y para los oficiales de la guarnición de Gibraltar. Se había mantenido como una entidad privada a cargo de un fideicomiso por más de doscientos años hasta septiembre de 2011, momento en el cual la biblioteca fue transferida al Gobierno de Gibraltar.